# Chanda nama
Chanda nama är en fiskart som beskrevs av Hamilton 1822. Chanda nama ingår i släktet Chanda och familjen Ambassidae. IUCN kategoriserar arten globalt som livskraftig. Inga underarter finns listade i Catalogue of Life.